# Oxylakis jacobsoni
Oxylakis jacobsoni är en insektsart som beskrevs av Sigfrid Ingrisch 1998. Oxylakis jacobsoni ingår i släktet Oxylakis och familjen vårtbitare. Inga underarter finns listade i Catalogue of Life.